# Mazingarbe
Mazingarbe é uma comuna francesa na região administrativa de Altos da França, no departamento de Pas-de-Calais. Estende-se por uma área de 10,27 km². Em 2010 a comuna tinha 8 078 habitantes (densidade: 786,6 hab./km²).